# Silene burmanica
Silene burmanica är en nejlikväxtart som beskrevs av Collett och Hemsl. Silene burmanica ingår i släktet glimmar, och familjen nejlikväxter. Inga underarter finns listade i Catalogue of Life.